# 2020—2021年澳洲地區熱帶氣旋季
2020－21年澳洲地區熱帶氣旋季，泛指在2020年7月至2021年6月內的任何時間在澳洲所產生的熱帶氣旋。大部份於澳洲地區的熱帶氣旋通常都會於11月至4月期間形成。
本條目的範圍僅侷限於赤道以南，東經90度-160度以內的澳洲地區水域。這範圍包括了澳大利亞、巴布亞新幾內亞、所羅門群島的西部地區、東帝汶和印度尼西亞的南部地區。在澳洲地區產生的熱帶氣旋是由澳洲、印尼和巴布亞新畿內亞命名，而美國聯合颱風警報中心會把在該地區的熱帶低氣壓的編號以S或P字母作結。
以下各熱帶氣旋資訊以熱帶氣旋存在期間的最強形態為準。

## 已被國際命名的熱帶氣旋

### 熱帶氣旋伊莫金（Imogen）
2021年1月1日上午8時，一個低壓在澳大利亞莫寧頓島西北方形成，美國海軍研究實驗室給予擾動編號97P。
1月2日上午10時，澳大利亞國家氣象局將其升格為熱帶低氣壓。下午2時，澳大利亞國家氣象局給予編號05U。同時，聯合颱風警報中心將其升格為熱帶低氣壓。
1月3日下午2時，澳大利亞國家氣象局將其升格為一級熱帶氣旋，並命名為伊莫金（Imogen）。同時，聯合颱風警報中心將其升格為熱帶風暴，給予熱帶氣旋編號09P。晚間8時，聯合颱風警報中心對其發布最後警報。
1月4日上午9時，澳大利亞國家氣象局將其降格為熱帶低氣壓。

### 熱帶氣旋約書亞（Joshua）
1月12日上午11時，一個低壓在澳大利亞科科斯群島東北方形成，美國海軍研究實驗室給予擾動編號90S。
1月15日凌晨2時，澳大利亞國家氣象局將其升格為熱帶低氣壓，給予編號07U。
1月16日凌晨2時，聯合颱風警報中心將其升格為熱帶風暴，給予熱帶氣旋編號10S，下午開始，系統的微波雲圖顯示其正在構築雲捲風眼。晚間8時，澳大利亞國家氣象局將其升格為一級熱帶氣旋，並命名為約書亞（Joshua）。
1月17日晚上8時，系統離開澳大利亞國家氣象局責任範圍，因此改由留尼旺氣象部接續發報。

#### 事後調整
聯合颱風警報中心在2022年8月5日發布的最佳路徑中，將其在澳大利亞國家氣象局責任區內的巔峰風速上調至45節（每小時85公里）。

### 熱帶氣旋基米（Kimi）
1月16日上午6時，一個低壓在澳大利亞凱恩斯東北方形成，美國海軍研究實驗室給予擾動編號91P。
1月17日上午10時，澳大利亞國家氣象局將其升格為一級熱帶氣旋，並命名為基米（Kimi）。
1月18日中午12時，澳大利亞國家氣象局將其升格為二級熱帶氣旋。晚間9時，澳大利亞國家氣象局將其降格為一級熱帶氣旋。

### 熱帶氣旋盧卡斯（Lucas）
1月23日，一個低壓在澳大利亞莫寧頓島以北形成，美國海軍研究實驗室給予擾動編號94P。
1月25日晚間6時，澳大利亞國家氣象局將其升格為熱帶低氣壓，給予編號11U。
1月30日下午2時，澳大利亞國家氣象局將其再度升格為熱帶低氣壓。
1月31日上午9時，聯合颱風警報中心將其升格為熱帶風暴，給予熱帶氣旋編號17P。
1月31日下午2時，澳大利亞國家氣象局將其升格為一級熱帶氣旋，並命名為盧卡斯(Lucas)。晚間10時，澳大利亞國家氣象局將其升格為二級熱帶氣旋。
2月1日下午4時，系統離開澳大利亞國家氣象局責任範圍，因此改由斐濟氣象部門接續發報。

### 強烈熱帶氣旋瑪麗安（Marian）
2月23日，一個低壓在澳大利亞布魯姆西北方形成，美國海軍研究實驗室給予擾動編號98S。下午5時，澳大利亞國家氣象局將其升格為熱帶低氣壓，給予編號15U。
2月26日上午8時，聯合颱風警報中心將其升格為熱帶風暴，給予熱帶氣旋編號22S。下午2時，澳大利亞國家氣象局將其升格為一級熱帶氣旋，並命名為瑪麗安（Marian）。晚間9時，澳大利亞國家氣象局將其升格為二級熱帶氣旋。
2月27日上午9時，聯合颱風警報中心將其升格為一級熱帶氣旋。
2月28日上午9時，澳大利亞國家氣象局將其升格為三級熱帶氣旋。下午2時，聯合颱風警報中心將其升格為二級熱帶氣旋。晚間8時，聯合颱風警報中心將其升格為三級熱帶氣旋。
3月1日上午9時，聯合颱風警報中心將其降格為二級熱帶氣旋。
3月2日上午9時，澳大利亞國家氣象局將其升格為四級熱帶氣旋。下午2時，澳大利亞國家氣象局將其降格為三級熱帶氣旋。
3月3日上午9時，澳大利亞國家氣象局和聯合颱風警報中心將其降格為二級熱帶氣旋和一級熱帶氣旋。晚間9時，聯合颱風警報中心將其降格為熱帶風暴。
3月4日上午9時，澳大利亞國家氣象局將其降格為一級熱帶氣旋。
3月6日上午9時，澳大利亞國家氣象局表示瑪麗安已經轉化為后熱帶氣旋。上午11時，聯合颱風警報中心對其發布最後警報。

### 強烈熱帶氣旋尼蘭（Niran）
2月27日，一個低壓在澳大利亞凱恩斯東北方形成，美國海軍研究實驗室給予擾動編號99P。
2月28日上午11時，澳大利亞國家氣象局將其升格為熱帶低氣壓，給予編號17U。
3月1日上午9時，聯合颱風警報中心將其升格為熱帶風暴，給予熱帶氣旋編號23P。
3月2日凌晨4時，澳大利亞國家氣象局將其升格為一級熱帶氣旋，並命名為尼蘭(Niran)。中午12時，澳大利亞國家氣象局將其升格為二級熱帶氣旋。
3月3日上午8時，聯合颱風警報中心將其升格為一級熱帶氣旋。
3月4日上午6時，澳大利亞國家氣象局將其升格為三級熱帶氣旋。上午9時，聯合颱風警報中心將其升格為二級熱帶氣旋。
3月5日上午9時，澳大利亞國家氣象局將其升格為四級熱帶氣旋。上午10時，聯合颱風警報中心將其升格為三級熱帶氣旋。下午2時，聯合颱風警報中心將其升格為四級熱帶氣旋。晚間8時，聯合颱風警報中心和澳大利亞國家氣象局將其升格為五級熱帶氣旋和五級熱帶氣旋。
3月6日凌晨，尼蘭(Niran)進入南太平洋，因此改由斐濟氣象局接續發報。

### 強烈熱帶氣旋塞羅哈（Seroja）
3月31日，一個低壓在印度尼西亞附近形成，美國海軍研究實驗室給予擾動編號99S。晚間10時，澳大利亞國家氣象局將其升格為熱帶低氣壓，給予編號22U。
4月1日晚間9時，聯合颱風警報中心將其升格為熱帶低氣壓。
4月2日上午9時，聯合颱風警報中心將其降格為熱帶擾動。晚間9時，聯合颱風警報中心將其再度升格為熱帶低氣壓。
4月4日晚間8時，聯合颱風警報中心將其升格為熱帶風暴，給予熱帶氣旋編號26S。晚間9時，澳大利亞國家氣象局將其升格為一級熱帶氣旋。
4月5日凌晨4時，雅加達熱帶氣旋警告中心將其命名為塞羅哈（Seroja）。下午2時，澳大利亞國家氣象局將其升格為二級熱帶氣旋。
4月6日晚間8時，澳大利亞國家氣象局將其降格為一級熱帶氣旋。
4月9日晚間9時，澳大利亞國家氣象局將其再度升格為二級熱帶氣旋。
4月11日凌晨4時，聯合颱風警報中心將其升格為一級熱帶氣旋。
4月11日下午2時，澳大利亞國家氣象局將其升格為三級熱帶氣旋。晚間8時，澳洲國家氣象局表示強烈熱帶氣旋塞羅哈澳大利亞卡爾巴里鎮登陸。
4月12日凌晨12時，澳大利亞國家氣象局將其降格為二級熱帶氣旋。同時，聯合颱風警報中心發布最終警告。上午7時，澳大利亞國家氣象局將其降格後熱帶氣旋。

#### 事後調整
聯合颱風警報中心在2022年8月5日發布的最佳路徑中，將其巔峰風速上調至75節（每小時140公里）。

### 熱帶氣旋奧黛特（Odette）
4月1日，一個低壓在澳大利亞聖誕島西北方形成，美國海軍研究實驗室給予擾動編號90S。
4月2日下午2時，澳大利亞國家氣象局將其升格為熱帶低氣壓，給予編號23U。
4月3日下午2時，聯合颱風警報中心將其升格為熱帶低氣壓。
4月4日中午12時，聯合颱風警報中心將其降格為熱帶擾動。下午2時，聯合颱風警報中心將其再度升格為熱帶性低氣壓。
4月5日凌晨3時，聯合颱風警報中心將其升格為熱帶風暴，給予熱帶氣旋編號27S。
4月6日9時，澳大利亞國家氣象局將其升格為一級熱帶氣旋。
4月9日上午9時，澳大利亞國家氣象局將其命名為奧黛特（Odette）。
4月10日上午9時，澳大利亞國家氣象局將其降格後熱帶氣旋。下午2時，聯合颱風警報中心將其降格為熱帶性低氣壓。下午4時，聯合颱風警報中心發布最終警告。

#### 事後調整
聯合颱風警報中心在2022年8月5日發布的最佳路徑中，將其巔峰風速上調至55節（每小時100公里）。

## 未被國際命名的熱帶氣旋

### 熱帶低氣壓01U
11月26日凌晨2時，一個低壓在科科斯群島以西形成，美國海軍研究實驗室給予擾動編號95S。晚間9時，澳大利亞國家氣象局將其升格為熱帶低氣壓，給予編號01U。
11月30日，系統離開澳大利亞國家氣象局責任範圍，因此改由留尼旺氣象部接續發報。系統則在12月7日下午發展為中度熱帶風暴並被毛里求斯氣象局命名為邦戈約（Bongoyo）。

### 熱帶低氣壓02U
12月4日上午7時，一個低壓在聖誕島附近形成，美國海軍研究實驗室給予擾動編號96S。晚間11時，澳大利亞國家氣象局將其升格為熱帶低氣壓，給予編號02U。
12月7日中午，系統發展出雲捲風眼，下午1時，聯合颱風警報中心對其發布熱帶氣旋形成警報。
12月9日上午8時，聯合颱風警報中心將其升格為熱帶風暴，給予熱帶氣旋編號03S。
12月11日上午11時後不久，02U於黑德蘭港和威姆克里克之間的皮爾布拉海岸登陸。

### 熱帶低氣壓
12月7日下午1時，一個低壓在澳大利亞布魯姆以北形成，美國海軍研究實驗室給予擾動編號99S。
12月8日上午5時，澳大利亞國家氣象局將其升格為熱帶低氣壓。

### 熱帶低氣壓03U
12月17日下午4時，一個低壓在澳大利亞達爾文市西南方形成，美國海軍研究實驗室給予擾動編號94S。
12月20日凌晨4時，聯合颱風警報中心將其升格為熱帶低氣壓。
12月21日凌晨4時，聯合颱風警報中心將其取消評級。
12月22日凌晨2時，澳大利亞國家氣象局將其升格為熱帶低氣壓，給予編號03U。

### 熱帶低氣壓04U
12月17日下午2時，一個低壓在澳大利亞迪戈加西亞島以東形成，美國海軍研究實驗室給予擾動編號93S。
12月18日凌晨4時，聯合颱風警報中心將其升格為熱帶低氣壓。
12月21日凌晨1時，聯合颱風警報中心將其取消評級。
12月22日晚間7時，澳大利亞國家氣象局將其升格為熱帶低氣壓，給予編號04U。
12月31日，系統離開澳大利亞國家氣象局責任範圍，因此改由留尼旺氣象部接續發報。

### 熱帶低氣壓08U
1月19日，一個低壓在卡倫布魯東北方形成，美國海軍研究實驗室給予擾動編號92S。不久後，澳大利亞國家氣象局將其升格為熱帶低氣壓，給予編號08U。
1月22日凌晨2時，聯合颱風警報中心將其升格為熱帶風暴，給予熱帶氣旋編號14S。

### 熱帶低氣壓10U
1月19日，一個低壓在澳大利亞聖誕島東南方形成，美國海軍研究實驗室給予擾動編號93S。下午2時，澳大利亞國家氣象局將其升格為熱帶低氣壓，給予編號10U。
1月21日下午2時，聯合颱風警報中心將其升格為熱帶風暴，給予熱帶氣旋編號13S。
1月27日晚上8時，系統離開澳大利亞國家氣象局責任範圍，因此改由留尼旺氣象部接續發報。

#### 事後調整
聯合颱風警報中心在2022年8月5日發布的最佳路徑中，將其巔峰風速上調至40節（每小時75公里）。

### 熱帶低氣壓12U
1月29日，一個低壓在澳大利亞達爾文市西南方形成，美國海軍研究實驗室給予擾動編號98S。上午8時，澳大利亞國家氣象局將其升格為熱帶低氣壓，給予編號12U。
1月31日晚間6時，聯合颱風警報中心將其升格為熱帶低氣壓，給予熱帶氣旋編號18S。
2月4日下午5時，聯合颱風警報中心將其升格為熱帶風暴。

### 熱帶低氣壓19U
3月18日，一個低壓在澳大利亞金伯利海岸西北方形成，美國海軍研究實驗室給予擾動編號94S。
晚間6時，澳大利亞國家氣象局將其升格為熱帶低氣壓。

### 熱帶低氣壓21U
3月20日，一個低壓在澳大利亞金伯利海岸西北方形成，美國海軍研究實驗室給予擾動編號95S。
3月21日下午2時，澳大利亞國家氣象局將其升格為熱帶低氣壓，給予編號21U。
3月22日晚間9時，聯合颱風警報中心將其升格為熱帶低氣壓。

### 熱帶低氣壓24U
4月7日，一個低壓在澳大利亞科科斯群島西北方形成，美國海軍研究實驗室給予擾動編號91S。上午9時，澳大利亞國家氣象局將其升格為熱帶低氣壓，給予編號24U。
4月8日凌晨1時，聯合颱風警報中心將其升格為熱帶低氣壓。
4月11日下午2時，聯合颱風警報中心將其降格為熱帶擾動。

## 氣旋季影響
以下表格顯示了2020－2021年澳洲地區熱帶氣旋季的所有熱帶氣旋以及它們的登陸資料。在括號內的死亡人數屬於非直接，但仍與風暴有關的死亡。所有破壞及死亡數字都包括風暴在擾動及溫帶氣旋階段時的資料。
| 風暴名稱     | 持續日期                         | 最高強度         | 持續風速      | 氣壓         | 影響地區                                         | 損失 （美元） | 死亡人數 | 來源  |
| ------------ | -------------------------------- | ---------------- | ------------- | ------------ | ------------------------------------------------ | ------------- | -------- | ----- |
| 01U          | 11月26日－11月30日(離開澳洲海域) | 熱帶低氣壓       | 每小時45公里  | 1005百帕斯卡 | 科科斯群島                                       | 無            | 0        |       |
| 02U          | 12月4日－12月12日                | 熱帶低氣壓       | 每小時75公里  | 991百帕斯卡  | 蘇門答臘、爪哇島、聖誕島、西澳洲、北領地、南澳洲 | 無            | 0        |       |
| 無名         | 12月8日－12月9日                 | 熱帶低氣壓       | 每小時55公里  | 997百帕斯卡  | 西澳洲、北領地、南澳洲                           | 無            | 0        |       |
| 03U          | 12月20日－12月22日               | 熱帶低氣壓       | 每小時55公里  | 993百帕斯卡  | 北領地、金伯利                                   | 無            | 0        |       |
| 04U          | 12月18日－12月28日(離開澳洲海域) | 熱帶低氣壓       | 每小時35公里  | 1003百帕斯卡 | 科科斯群島                                       | 無            | 0        |       |
| 伊莫金       | 1月2日－1月4日                   | 一級熱帶氣旋     | 每小時85公里  | 989百帕斯卡  | 北領地、西澳洲                                   | $1000萬       | 0        | [ 1 ] |
| 06U          | 1月5日－1月10日                  | 熱帶低氣壓       | 每小時65公里  | 1002百帕斯卡 | 無                                               | 無            | 0        |       |
| 約書亞       | 1月15日－1月17日(離開澳洲海域)   | 一級熱帶氣旋     | 每小時75公里  | 992百帕斯卡  | 科科斯群島                                       | 無            | 0        |       |
| 08U          | 1月15日－1月22日                 | 熱帶低氣壓       | 每小時65公里  | 998百帕斯卡  | 北領地、西澳洲                                   | 未知          | 0        |       |
| 基米         | 1月17日－1月19日                 | 二級熱帶氣旋     | 每小時100公里 | 987百帕斯卡  | 昆士蘭州北部                                     | 未知          | 0        |       |
| 10U          | 1月19日－1月27日(離開澳洲海域)   | 熱帶低氣壓       | 每小時75公里  | 995百帕斯卡  | 科科斯群島                                       | 無            | 0        |       |
| 盧卡斯       | 1月25日－2月1日(離開澳洲海域)    | 二級熱帶氣旋     | 每小時100公里 | 985百帕斯卡  | 北領地、昆士蘭州北部、西澳州                     | 無            | 0        |       |
| 12U          | 1月29日－2月5日                  | 熱帶低氣壓       | 每小時55公里  | 992百帕斯卡  | 澳洲                                             | 無            | 0        |       |
| 瑪麗安       | 2月23日－3月6日                  | 四級強烈熱帶氣旋 | 每小時165公里 | 950百帕斯卡  | 無                                               | 無            | 0        |       |
| 尼蘭         | 2月28日－3月6日(離開澳洲海域)    | 五級強烈熱帶氣旋 | 每小時205公里 | 931百帕斯卡  | 新喀里多尼亚 昆士兰州                            | >$2億         | 0        |       |
| 無名         | 3月18日－3月23日                 | 熱帶低氣壓       | 每小時45公里  | 999百帕斯卡  | 無                                               | 無            | 0        |       |
| 21U          | 3月21日－3月27日                 | 熱帶低氣壓       | 每小時45公里  | 1006百帕斯卡 | 無                                               | 無            | 0        |       |
| 塞羅哈       | 3月31日－4月12日                 | 三級熱帶氣旋     | 每小時120公里 | 971百帕斯卡  | 印度尼西亞、帝汶島、西澳洲                       | >$4.90.7億    | 272      |       |
| 奧黛特       | 4月2日－4月10日                  | 一級熱帶氣旋     | 每小時85公里  | 988百帕斯卡  | 無                                               | 無            | 0        |       |
| 24U          | 4月7日－4月11日                  | 熱帶性低氣壓     | 每小時45公里  | 1003百帕斯卡 | 無                                               | 無            | 0        |       |
| 季節總結     |                                  |                  |               |              |                                                  |               |          |       |
| 20個熱帶系統 | 2020年11月26日－2021年4月11日    |                  | 每小時205公里 | 931百帕斯卡  |                                                  | >$6.80億      | 229      |       |

## 風暴名稱

### 雅加达热带气旋警告中心
如果一個熱帶氣旋在南緯0-10度和東經90-125度之間形成，雅加达热带气旋警告中心就會使用下列列表中的名字為它命名。
| Seroja         | Teratai（未用）   | Anggrek（未用） | Bakung（未用） | Cempaka（未用） |
| Dahila（未用） | Flamboyan（未用） | Kenanga（未用） | Lili（未用）   | Mangga（未用）  |

### 莫爾茲比港熱帶氣旋警告中心
如果一個熱帶氣旋在南緯0-約10度和東經約141-約160度之間形成，在巴布亞新幾內亞的莫爾茲比港熱帶氣旋警告中心就會為它命名。在此區形成的熱帶氣旋比較罕見，在2007年氣旋季後此區一直沒有熱帶氣旋形成。 此區的熱帶氣旋名字會在下列列表中隨機使用. 
| Alu（未用）  | Buri（未用） | Dodo（未用） | Emau（未用） | Fere（未用）  |
| Hibu（未用） | Ila（未用）  | Kama（未用） | Lobu（未用） | Maila（未用） |

### 澳大利亞國家氣象局
由2008–09年氣旋季開始，澳大利亞國家氣象局只會使用一個列表的名字為熱帶氣旋命名。但澳大利亞國家氣象局仍在珀斯、達爾文和布里斯本設熱帶氣旋警告中心。並監控在澳大利亞地區的熱帶氣旋和為在雅加達熱帶氣旋警告中心和莫爾茲比港熱帶氣旋警告中心地區形成的熱帶氣旋發出特別警告。橙色字體為下一個將會使用的名字。
| Imogen | Joshua        | Kimi         | Lucas        | Marian          | Niran          |
| Odette | Paddy（未用） | Ruby（未用） | Seth（未用） | Tiffany（未用） | Vernon（未用） |

## 外部連結
- 澳大利亞國家氣象局（页面存档备份，存于）
- 聯合颱風警報中心（页面存档备份，存于）
- 雅加达热带气旋警告中心（页面存档备份，存于）
- 莫爾茲比港熱帶氣旋警告中心（页面存档备份，存于）